# Pływanie na Igrzyskach Śródziemnomorskich 1959
Zawody pływackie na Igrzyskach Śródziemnomorskich 1959 odbyły się w październiku w Bejrucie.

## Tabela medalowa
| Poz. | Państwo                       |   |   |   | Razem: |
| ---- | ----------------------------- | - | - | - | ------ |
| 1    | Włochy                        | 5 | 0 | 2 | 7      |
| 2    | Francja                       | 2 | 2 | 2 | 6      |
| 3    | Jugosławia                    | 1 | 5 | 1 | 7      |
| 4    | Hiszpania                     | 0 | 1 | 1 | 2      |
| 5    | Zjednoczona Republika Arabska | 0 | 0 | 1 | 1      |
| 5    | Grecja                        | 0 | 0 | 1 | 1      |
|      | Razem:                        | 8 | 8 | 8 | 24     |

## Wyniki
| konkurencja                        | złoto                                                                                | złoto   | srebro                                                                       | srebro  | brąz                                                                        | brąz    |
| ---------------------------------- | ------------------------------------------------------------------------------------ | ------- | ---------------------------------------------------------------------------- | ------- | --------------------------------------------------------------------------- | ------- |
| 100 metrów stylem dowolnym         | Paolo Pucci · Włochy                                                                 | 57,2    | Janez Kocmur · Jugosławia                                                    | 58,2    | Giorgio Perondini · Włochy                                                  | 58,4    |
| 400 metrów stylem dowolnym         | Vlado Brinovec · Jugosławia                                                          | 4:44.5  | Milan Jeger · Jugosławia                                                     | 4:44.9  | Guy Montserret · Francja                                                    | 4:47.8  |
| 1500 metrów stylem dowolnym        | Guy Montserret · Francja                                                             | 19:05.4 | Vlado Brinovec · Jugosławia                                                  | 19:48.6 | Zein Yahia Ahmed · Zjednoczona Republika Arabska                            | 20:03.6 |
| 100 m stylem grzbietowym           | Robert Christophe · Francja                                                          | 1:04.8  | Mihovil Dorcic · Jugosławia                                                  | 1:06.4  | Christian Schollmeier · Włochy                                              | 1:08.1  |
| 200 m stylem klasycznym            | Roberto Lazzari · Włochy                                                             | 2:48.7  | Guillermo Alsina · Hiszpania                                                 | 2:51.8  | Nikolaos Zakaropoulos · Grecja                                              | 2:55.6  |
| 200 m stylem motylkowym            | Federico Dennerlein · Włochy                                                         | 2:26.7  | René Pirolley · Francja                                                      | 2:30.3  | José Léon Vicente · Hiszpania                                               | 2:36.1  |
| Sztafeta 4 × 200 m stylem dowolnym | Bruno Bianchi · Federico Dennerlein · Giorgio Perondini · Paolo Pucci · Włochy       | 8:50.6  | Anton Nardeli · Vlado Brinovec · Janez Kocmur · Milan Jeger · Jugosławia     | 9:00.7  | William Caillot · Michel Treillet · Guy Montserret · Jean Boiteux · Francja | 9:09.7  |
| Sztafeta 4 × 100 m stylem zmiennym | Christian Schollmeier · Roberto Lazzari · Federico Dennerlein · Paolo Pucci · Włochy | 4:27.1  | Robert Christophe · Maurice Lusien · René Pirolley · Aldo Eminente · Francja | 4:31.0  | Mihovil Dorčić · Đuro Radan · Anton Nardeli · Janez Kocmur · Jugosławia     | 4:35.7  |